# Station Strzyżów nad Wisłokiem
Station Strzyżów nad Wisłokiem is een spoorwegstation in de Poolse plaats Strzyżów.